# Citrus × iyo
El iyokan (伊予柑), Citrus × iyo, también conocido como anadomikan (穴門みかん), es un cítrico japonés. Es la segunda fruta cítrica más producida en Japón, por detrás del  unshū mikan. Fue descubierto en la era Meiji en la prefectura de Yamaguchi. En la actualidad se produce mayoritariamente en la prefectura de Ehime.
Su piel es más gruesa que la del mikan, pero puede pelarse con las manos. La carne es ligeramente ácida, pero más dulce que la del pomelo.
- Datos: Q130288